# Caprera

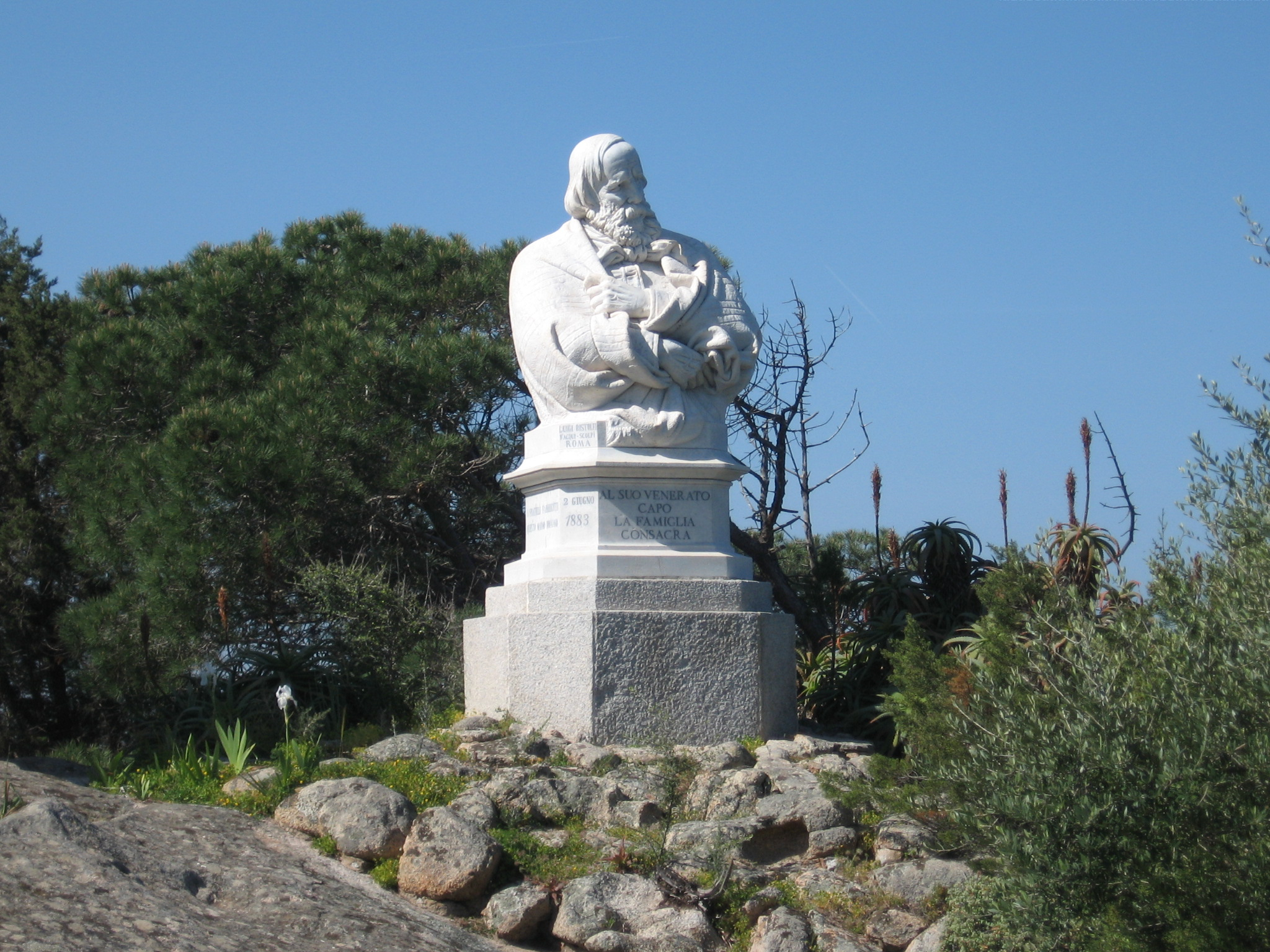
Museu Garibaldí

Caprera (en sard Caprèra) és una illa situada al nord-est de Sardenya (Itàlia), a l'arxipèlag de la Magdalena que comprèn uns 16 km² i reuneix una població de 170 habitants. En aquesta illa es troba la casa i la tomba de Garibaldi. Pertany al municipi de La Maddalena. La cima més alta, el Monte Teialone, assoleix els 212 msnm. L'illa és la segona per extensió després de la de Maddalena i hi està unida per un pont. Juntament amb les altres illes de l'arxipèlag, constitueix un parc protegit i són pocs els habitants que hi resideixen, principalment a la fracció de Stagnali.

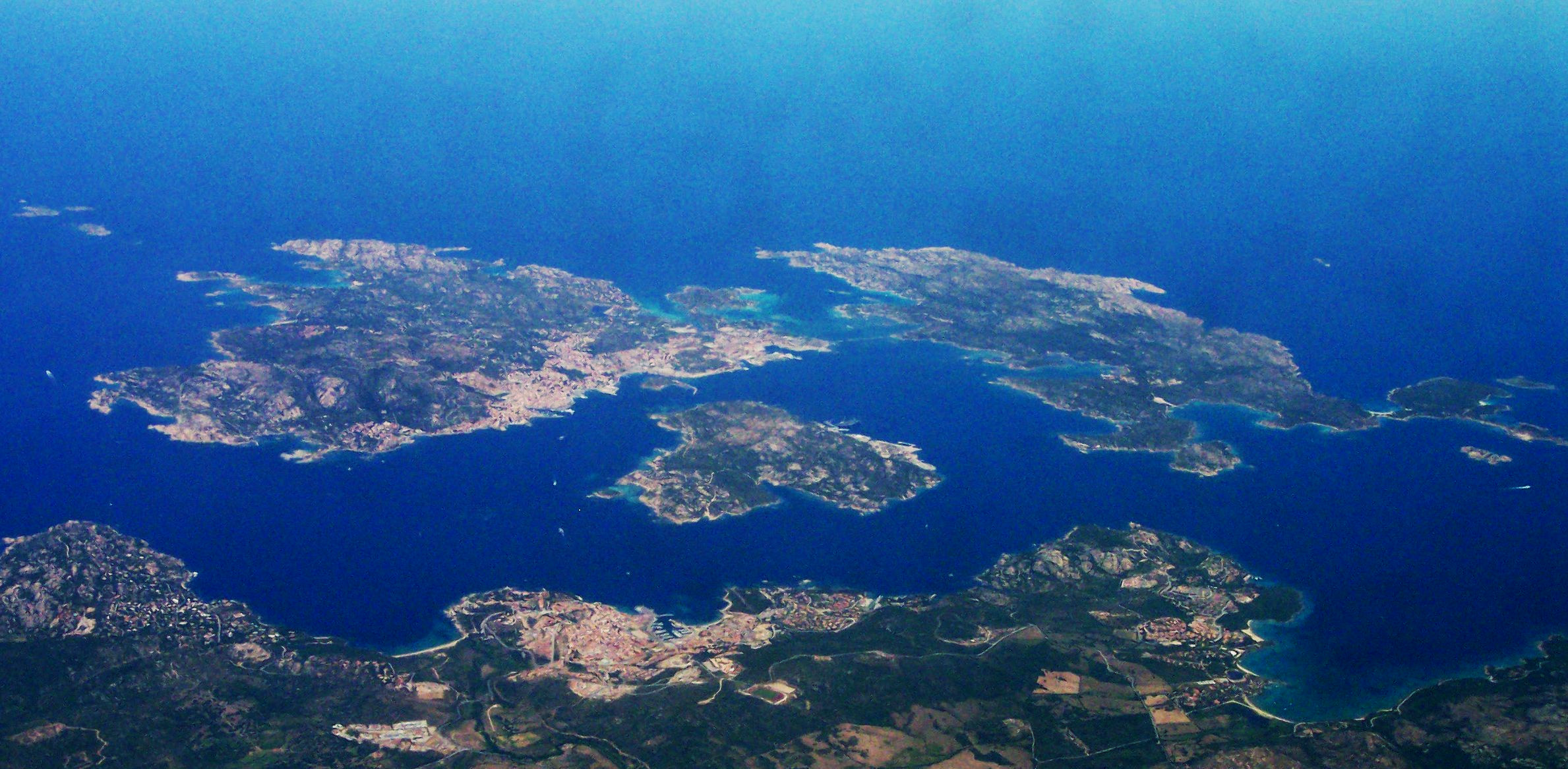
Vista aèria de l'arxipèlag de la Magdalena. Illa Caprera és l'illa gran de la part centre-superior dreta.